# Maxtor Corporation

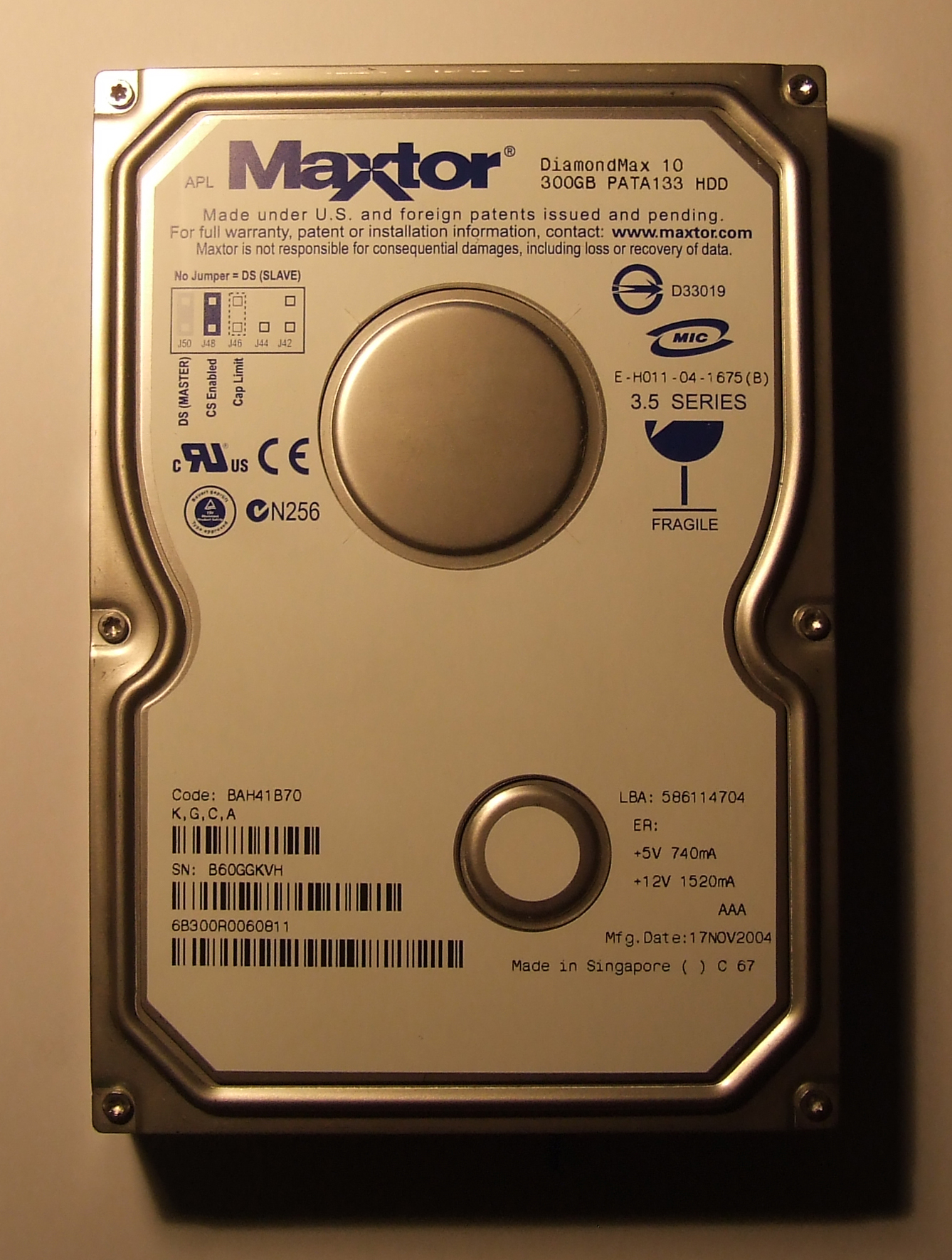
Maxtor-Festplatte DiamondMax 10: Bei der DiamondMax-10-Serie handelt es sich um die letzte eigenständige Entwicklung von Maxtor.

Maxtor Corporation war ein US-amerikanischer Festplattenhersteller mit Firmensitz in Milpitas, Kalifornien, der seit 2005 zu Seagate gehört.

## Geschichte
Die Maxtor Corporation wurde 1982 gegründet und stieg mit der Übernahme der Festplattensparte von Quantum (Oktober 2000) und von MMC Technology (September 2001) zu einem der größten Hersteller von Festplatten auf. 2004 erzielte Maxtor einen Umsatz von 3,8 Milliarden Dollar.
Im Jahr 2005 lag Maxtor nach Umsatz an vierter Stelle (nach Seagate, Western Digital und Hitachi). Zu der Zeit beschäftigte Maxtor weltweit etwa 13.500 Mitarbeiter.
Am 21. Dezember 2005 wurde das Unternehmen durch einen Aktientausch mit einem Volumen von etwa 1,9 Milliarden US-Dollar vom damaligen Mitbewerber Seagate gekauft.
Die Marke Maxtor blieb jedoch vorerst erhalten. Trotzdem waren alle anschließend als Maxtor bezeichneten Festplatten lediglich umgelabelte Seagate-Modelle mit entsprechender „Maxtor-Firmware“, erkennbar an den Modellbezeichnungen STMxxxxxxA und z. B. Diamond Max 21.
2007 fiel das Unternehmen durch ab Werk virenverseuchte Festplatten auf. Kaspersky vermeldete im September gleichen Jahres, dass die ganze damals aktuelle Produktpalette einschließlich Digitaler Bilderrahmen infiziert sein konnte.